# Mysella gregaria
Mysella gregaria is een tweekleppigensoort uit de familie van de Montacutidae. De wetenschappelijke naam van de soort is voor het eerst geldig gepubliceerd in 2007 door Rotvit, Lützen, Jespersen & Fox.